# Épine nasale postérieure
L'épine nasale postérieure est une saillie osseuse formée par l'union des extrémités postérieures des bords internes des lames horizontales de l'os palatin .C'est le point d'insertion du muscle de la luette.

## Aspect clinique
L'épine nasale postérieure est un repère céphalométrique.